# Jedeme dál
Jedeme dál byla velká hudebně-soutěžní revue Československé televize vysílaná z různých měst Československa. Pořad tematicky a obsahově navazoval na dřívější Dva z jednoho města (1983–1986).

## Seznam dílů
Následujících 5 dílů zopakovala Česká televize od roku 2000.
- Jedeme dál Štvanice (20. června 1987)[1][2]
- Jedeme dál Tanvald (3. října 1987)[3][4]
- Jedeme dál Slušovice (25. června 1988)[5][6]
- Kopeme dál aneb Hornický jarmark (Karviná, 10. září 1988)[7][8]
- Není nutno, aby bylo veselo aneb Jedeme dál (Nové Město nad Metují, 30. září 1989)[9][10]

Silvestrovský speciál
- Jedeme dál aneb Ve dvou se to lépe táhne (31. prosince 1987)[11] – dvouhodinový silvestrovský speciál[12]